# Джефферсон Насіменто
Джефферсон Насіменто (порт. Jefferson Nascimento, нар. 5 липня 1988, Кампу-Формозу) — бразильський футболіст, захисник португальського клубу «Каза Піа».
Виступав, зокрема, за клуб «Спортінг».
Дворазовий володар Кубка Португалії. 

## Ігрова кар'єра
Джефферсон почав кар'єру на батьківщині, де без особливого успіху виступав за «Сан-Каетану», «Гуаратінгета», «Палмейрас» та «Греміу Баруері».
Влітку 2010 року він перейшов у португальський «Ешторіл Прая». 29 серпня в матчі проти «Морейренсе» Джефферсон дебютував у Сангріш-лізі. По закінченні сезону Джефферсон повернувся до Бразилії, де взяв другу спробу закріпитися, але незважаючи на всі зусилля ані у «Флуміненсе», ані у «Наутіко Капібарібе», ані у «Санта-Круз» (Ресіфі) він не став основним футболістом.
У 2012 році Джефферсон повернувся в «Ешторіл», де відіграв ще один сезон. Влітку 2013 року він підписав контракт з лісабонським «Спортінгом». 18 серпня в матчі проти «Ароуки» Джефферсон дебютував за «левів». 1 березня 2014 року в поєдинку проти «Браги» він забив свій перший гол за «Спортинг», реалізувавши пенальті. У дебютному сезоні Джефферсон став срібним призером чемпіонату. 5 листопада в матчі Ліги чемпіонів проти німецького «Шальке 04» він забив гол. У 2015 році Джефферсон завоював Кубок та Суперкубок Португалії разом зі «Спортінгом».
Поступово втративши місце в основі, 16 червня 2017 року на правах оренди він разом з товаришем по команді Рікарду Есгаю приєднався до «Браги», тоді як Родріго Батталья відправився у зворотному напрямку. Протягом сезоні 2017/18 років Джефферсон зіграв 26 матчів у Прімейрі, після чого повернувся у «Спортінг». Всього відіграв за лісабонський клуб 88 матчів у національному чемпіонаті.
Протягом 2020 року захищав кольори клубу «Лугано».
До складу клубу «Каза Піа» приєднався 2020 року. Станом на 27 травня 2021 року відіграв за лісабонську команду 15 матчів в національному чемпіонаті.

## Титули і досягнення
- Володар Кубка Португалії (2):

«Спортінг»: 2015, 2019
- Володар Суперкубка Португалії (1):

«Спортінг»: 2015
- Володар Кубка португальської ліги (1):

«Спортінг»: 2019